# Bubble Memories
Bubble Memories (バブルメモリーズ?, Baburu Memorizu), per esteso Bubble Memories: The Story of Bubble Bobble III, è un videogioco arcade di genere platform appartenente al franchise di Bubble Bobble, edito dalla Taito nel 1996. Trattasi del diretto seguito di Bubble Bobble II (o Bubble Symphony), anche se in realtà è ambientato prima dei suoi eventi.
È incluso esclusivamente nella raccolta per PlayStation 2 Taito Memories II Jōkan, uscita nel 2007 solo in Giappone.

## Trama
Su un'isola chiamata Rainbow Island, si trova una torre chiamata Rainbow Tower. Essa serve a monitorare e garantire la sicurezza degli abitanti dell'isola. Nella torre vivono due fratelli inseparabili, Bubby e Bobby. Un giorno, il mostruoso Super Dark Great Dragon li trasforma mentre stanno giocando in draghi sparabolle. C'è solo un modo per i fratelli di tornare alle loro forme umane ed è con l'elisir noto come pozione magica dell'arcobaleno, ma sfortunatamente l'essere malvagio lo ha rotto e diviso in sette diverse pozioni, da lui sigillate nell'edificio, dove si è poi rifugiato. Bubby e Bobby iniziano a salire sulla torre per trovare le sette pozioni e poter ritornare normali.

## Modalità di gioco
Bubble Memories consta di ottanta livelli nella modalità "Story", e dieci unici livelli nella "Practice", che oltre ad essere una prova a tempo, è la modalità in cui si apprende le funzioni dei tasti e ci si destreggia nelle abilità di tempismo, salto e attacco contro i nemici.
L'obiettivo primario del titolo è trovare e raccogliere le icone delle pozioni, le quali servono per ottenere le pozioni vere e proprie sconfiggendo i boss che li custodiscono. A differenza dei giochi precedenti, qui compaiono versioni giganti dei nemici della saga, che non possono essere racchiusi in bolle normali, però Bubby e Bobby sono in grado di sputare bolle giganti che li inglobano. Per lanciare queste bolle, bisogna tenere premuto il pulsante finché non appare un alone luminoso sopra la testa di uno dei due personaggi. In una bolla grande possono essere racchiusi anche piccole bolle o più nemici normali, e scoppiandola il punteggio viene raddoppiato.
Un'altra novità introdotta in questo capitolo è la presenza in alcuni livelli di acqua, nelle quali sia i protagonisti che i nemici possono entrare e nuotare, muovendosi più lentamente quando sono all'interno. Alle classiche bolle elementali (tuono, acqua e fuoco) si uniscono le nuove bolle vento, arcobaleno e melodia, apparse in precedenza in Bubble Symphony. Nel gioco sono presenti due stanze segrete, accessibili entrando dalle porte che compaiono solo ai livelli 7 e 37, a patto di raggiungerli senza perdere una vita, altrimenti le porte non appariranno e non si potranno prendere i segreti che contengono.
Se si sconfigge il boss del livello 70 ma non vengono collezionate le sette pozioni, non si giocano gli ultimi dieci livelli, ottenendo di conseguenza un finale brutto dove Bubby e Bobby da draghi vengono trasformati in mostri.

## Accoglienza
In Giappone, la rivista Game Machine elencò Bubble Memories nel numero del 15 maggio 1996 come la ventunesima unità arcade di maggior successo del mese.